# 碑文谷公園

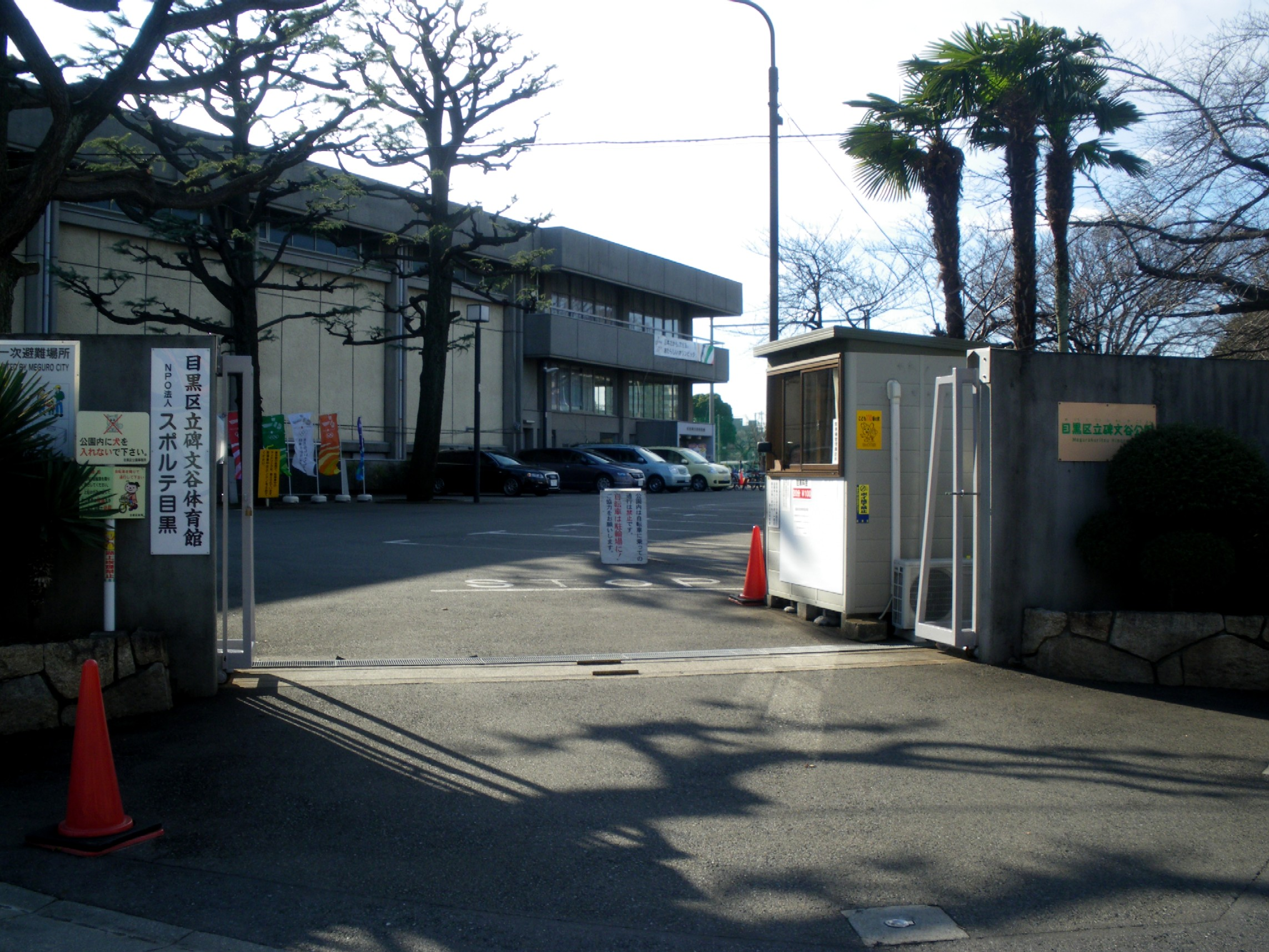
碑文谷体育館入口。

碑文谷公園（ひもんやこうえん）は、東京都目黒区碑文谷にある目黒区立の公園である。碑文谷池を中心とした公園で周辺住民の憩いの場として知られる。

## 歴史
公園の中心になっている碑文谷池は古来より水田灌漑用の貯水池として地元の人々に大切に維持・管理されてきた池で、まだ当地付近が農村であった頃は現在よりも大きく、地元の人々にとって欠かせない存在であった。昔は当時の地名をとって「三谷の池」と呼ばれていた。また、この池は同じ区内にある清水池公園にある清水池と共に立会川の水源にもなっている。近代以降付近が住宅地へと変化していく中、碑文谷池の永久保存を条件に、1932年当時の東京市に付近の土地と共に寄贈され、公園として整備され1933年11月15日に碑文谷公園として開園した。1950年10月1日に目黒区に管轄が移り、現在に至っている。碑文谷池を中心に遊具や樹木があるほか、一角にはポニーやウサギなど動物に触れられる「こども動物広場」がある。2001年には公園に隣接してあった旧第一勧業銀行碑文谷グラウンドも公園用地として取得し、野球場やテニスコート・体育館も併設され、目黒区内でも有数の規模の公園になった。

### 死体遺棄事件
2016年（平成28年）6月23日午前10時35分、通行人が池に足のようなものが浮いているのを発見し、交番に届け出たことから発覚した。午後1時までに多くの捜査員がボートで遺体の捜索や鑑識活動を開始し、手足や頭部、胴体などほぼ全身がバラバラの状態で池の同じ場所から発見された。遺体の一部はカメが咥えていた。
容疑者は、2019年1月8日最高裁にて無期懲役判決が確定。

## 主な施設
- 碑文谷池
- 厳島（碑文谷池の中にある島）・厳島神社（島内にある神社）
- こども動物広場…1981年開設。無料でウサギや犬と触れ合うことができる。他に有料でポニーへの乗馬体験やポニー乗馬教室がある。毎週月曜日（祝日の場合は翌火曜日）と祝日の翌日、年末年始は休み。
- 目黒区立碑文谷体育館（テニス場、体育館、野球場）
- ボート場…碑文谷池を手漕ぎボートに乗りながら楽しむことができる。（有料）

面積:43,533 m2

## アクセスなど
- 東急東横線学芸大学駅より徒歩6分。
- 東急東横線都立大学駅より徒歩17分。
- 開園時間:常時開園。ただし、こども動物広場とボート場、碑文谷体育館は夜間は閉鎖している。
- 駐車場:なし
- 料金:入園無料。ただし、こども動物広場の一部と（上記参照）ボートの利用、碑文谷体育館の利用は有料。詳細は公園事務所へ問い合わせのこと。